# 格闘美神 武龍
『格闘美神 武龍』（ファイティングビューティー ウーロン）は、石川優吾の漫画。『週刊ヤングサンデー』に2002年から2007年まで連載された。単行本は小学館ヤングサンデーコミックスから、全18巻。

## 作品概要
大阪に住む女子高生・毛蘭（マオ ラン）が「中国拳法」を使い、ライバル達と格闘するスポ根作品である。蘭の成長も描いているのも特徴。本作連載前にヤングサンデー増刊で掲載された読み切りエピソード作品「ランランラン」が外伝として0巻に収録。
2005年にはテレビアニメ化もされた（後述）。
2006年6月22日にバンダイナムコゲームスからPlayStation 2用ソフトとしてコンピュータゲームが発売された。

## 物語の流れ
01
街中で一人の女子高生がチンピラを秒殺する。彼女の名は毛蘭(マオ・ラン)。中国の毛家居合拳の継承者である。ランは、祖父・毛混(マオ・フン)の考えにより、総合格闘技「プライムマット」のエース・曹春楊（ツァオ・チュンヤン）にやがて挑戦することになる。そしてランは、暴力団事務所へ殴り込むなど、荒っぽい武者修行を重ねていく。
また、マオ・フンとランは曹家八極拳道場に潜入し、チュンヤンの叔父である曹福生(ツァオ・フーシェン)から「チュンヤンを殺してくれ」と頼まれる。彼とマオ・フンはかつて“人を傷つけることなく戦いを終わらせる最強の拳法”を目指した同志であったが、今は瀕死の病人である。
ランとチュンヤンは衝突寸前になるが、そこにチュンヤンの父、曹徳興(ツァオ・ダッヘン)が現れ衝突は回避される。彼はプライムマットのプロデューサーでもある。
その後、ランはナニワ女子プロレスに入団。ヘビー級のユンボや元柔道選手の八木めぐみらとの特訓の日々を迎える。そして、人気レスラーのラッキー下田はランに冷たい態度をとりついに二人は衝突してしまう。
02
ついにランは覆面レスラー“マオタイガー”として試合に出場する。対戦相手は下田だ。ランの実力は下田を圧倒するが、途中興行主の意向によりめぐみとユンボが試合に乱入。めぐみは下田を倒してしまう。
試合後は下田はランに全ては試合を盛り上げるための演出であったことを語り、両者は打ち解け合うのであった。
ランは家(銭湯を改築した道場)に戻り、プライムマット参戦に向けて準備に入る。そこにチュンヤンの妹、曹鈴音（ツァオ・リンシェン）が修行から戻って来る。彼女は毛家に下宿しており、姉チュンヤンを殺すと呟くのであった。
プライムマット女子トーナメントが開催される。ランは一撃のもと女子プロレス世界王者を倒す。その技は曹家も驚愕するものであった。
03
中国の少林拳全国大会の優勝者でプライムマットに所属するチャン・ツィ・リーと対戦することになっためぐみ。だがこの試合は、初めからめぐみの負けが決まっていた。リーが勝つことと引き換えに、チュンヤンがナニワ女子プロレスのマットに上がるという契約が交わされていたのだ。人気者のチュンヤンが興行に参加すれば客は入り、経営の厳しいナニワ女子プロレスとしては旨味があるからである。
めぐみはシナリオ通りわざと打たれるが、仲間らの熱い思いを受け本気を出して戦うことになり圧勝してしまう。こうしてめぐみは女子プロレス界のエースになる。
一方、ランは本物の熊を相手にしたり、体育大学の相撲部に挑戦したりと、過酷なトレーニングを始める。
04
ランはプロの小結・飛鳥山と戦う羽目になり辛くも勝利するが、脇腹を負傷してしまう。
プライムマット第二戦、脇腹を負傷したランはブラジリアン柔術を相手に苦戦するが、“発勁”によりTKOする。驚愕するダッヘンとチュンヤン。曹家ですら発勁は修得できないでいたからだ。
ダッヘンは曹家道場に気功術の達人を呼び、チュンヤンに特訓を施す
リンシェンは山奥に入り、気功術を操る陳曼青に会う。彼はマオ・フンにの同志である。彼は曹家の二代目が家を駄目にし、同じことが陳家にも毛家にも言えると語る。
話の最中、陳家を気功術師の集団が囲む。小学生の陳麗(チェン・レイ)がこれを迎え撃つが力は及ばない。
05
陳曼青は気功術師の集団をことごとく撃退する。リンシェンの要請で陳曼青はプライムマットに乗り込む手筈であったが道に迷い辿りつけないでいる。
Aブロック決勝戦、ついにランとめぐみの対決が始まる。ランはプロレス技も繰り出し激しい攻防戦が展開するが、気功術師が観客席に入り込み妨害、ランは吐血して倒れてしまう。
06
チェン・レイはようやく試合会場に到着、気功術により裏気功術を封殺。ついにランは発勁を使いめぐみを倒すのであった。
いよいよ決勝戦進出となったところでチュンヤンは右こぶし骨折で決勝戦が延期になってしまう。
ランに勝てないから逃げたと判断したリンシェンは姉を“ぶっ殺す”べく曹家道場に乗り込む。道場ではチュンヤンが何者かに毛家居合拳の手ほどきを受けていた。
リンシェンはチュンヤンに傷めつけられ捕らわれてしまう。曹家の人間である加藤の連絡を受けランは曹家道場に乗り込み戦いが始まる。
07
ランは破竹の勢いで進み、チュンヤンのもとに到達する。チュンヤンは毛家居合拳の構えをとりランに襲いかかろうとする。その時毛家居合拳の曹家指南者の男がランの前に立ちはだかる。彼の名は剛力(ガンリー)。ガンリーはマオに対し殺意を抱いており、その拳がマオに襲いかからんとした時マオ・フンが割って入り戦いは中断。リンシェンは無事救出され、加藤も付き従う。
マオ・フンによってことのいきさつが語られる。「毛家居合拳の継承者は三人いた。一人は加藤、一人は
心邪なガンリー、一人はランの父親の毛元(マオ・ユアン)である。マオ・フンには娘がいて三人の内のユアンを婿とした」と。それ以上のことをマオ・フンは語ろうとはしなかった。
ついに決勝戦開幕。二人は毛家居合拳の構えで対峙したまま動かず時間ばかりが経過する。
08
2時間が経過しても動かない。チュンヤンの体のあちこちに痣があり激しい訓練を積んだことを意味していた。ついにランが動いた。一撃で敵を倒すのが毛家居合拳の真髄だが、その一撃をかわされてしまった後の対処法がないという欠点もあった。チュンヤンはランの一撃をかわし、ランの心臓に正拳を放った。
血を吐いて倒れるラン。逆上してリングに上がるリンシェン。
しかしランは立ち上がった。
ランは自らの一撃が相手をかばっての生半可なものであったことを悔やみ「私は勝ちたい。たとえこの人を殺してでも」と言い放つ。
リンシェンはなぜかリングに立ちつくし「お姉ちゃんが死ぬ。こんなん嫌や」と泣き叫ぶ。
チュンヤンはランの心臓に連打を浴びせるが倒れない。一瞬の虚を突いてランのかかとがチュンヤンの頭部を直撃する。チュンヤンは血を流しマットに倒れる。
ついにランはプライムマット決勝戦を制したのである。
チュンヤンの叔父であるツァオ・フーシェンが亡くなり毛家は墓参する。マオ・フンはランに毛家居合拳を継ぐことを命ずる。
ガンリーはマオ・フンに戦いを挑むが一撃のもとに倒されてしまう。
リンシェンはランに驚くべきことを語る。「私はランちゃんの母とダッヘンの間に生まれた子。あんたの妹なんや」と。
ダッヘンはプライムマットから手を引き、チュンヤンは海外で学業に専念することになる。空港にランが見送りに現れ二人は打ち解け合う。曹家八極拳はリンシェンが引き継ぐことになった。
ランは「試合には出ない。普通の女子高生に戻る」と語るのであった。
街中で女子高生の集団がチンピラ狩りを行うという事件が連続する。そこへランが登場。
09
彼女らは毛家道場で修業を積み自分らを辱めたチンピラたちへの復讐に立ち上がる。
10
ランも加勢してチンピラたちへの復讐を果たす。そこでの戦いを通してランは戦うことで得られる快感に目覚めてしまう。マオ・フンは専守防衛を掲げる毛家居合拳に反するものとしてランに破門を告げるのであった。
新プロデューサーのもと第二回女子プライムマットが開催されることになった。マオ・フンはダッヘンのもとを訪れリンシェンに毛家居合拳の修行を施しランと対決させると告げる。
マオ・フンはリンシェンに対し曹家八極拳で戦いを臨み圧倒してみせる。「強者になる一番の近道は毛家居合拳の修得である」と語るのであった。
11
ランはアイススケート、バレーボールの達人を相手に独自の訓練に励む。
一方、リンシェンはマオ・フンから棒術訓練を受け、さらに暴力団事務所に殴りこみをかける。そこで居合剣術の達人と戦う羽目になるも、リンシェンは真剣白刃取りを披露し堂々勝利する。
リンシェンは相手が本気を出さなかったことに怒り、パンチの連打を浴びせるのであった。
12
第二回プライムマットが開催される。リンシェンの対戦相手は何とチュンヤンだった。
チュンヤンは握手すると見せかけ攻撃を仕掛ける。怒りに燃えるリンシェンに再びチュンヤンは握手を求める。二人は握手したまま片方の手で殴り合いを始める。これはリンシェンに居合拳の構えをとらせないための罠であった。
制止するレフリーに対しチュンヤンは「これは決闘なんだ。殺し合いなんだよ。私はこいつの存在そのものが許せない」と答える。
ついにチュンヤンのかかとがリンシェンの頭部を直撃する。倒れかかったリンシェンだが、発勁を放ちチュンヤンをマットに沈める。
チュンヤンに怒りと憎しみの声を浴びせるリンシェン。重症のチュンヤンはリンシェンに「父がリンちゃんの母と一緒になってやってきて…あなたより強くあればパパを盗られない。今まで辛く当たってごめんね」と呟く。リンシェンは号泣する。
めぐみとタイのキックボクサーのタルワンチャイの戦いが始まる。めぐみは一方的に攻撃されるが有効打は全く受けていない。
13
勝てないと見たタイ側はタオルをリングに投げ、勝者はめぐみとなる。
ランの相手は空手家の星野希。ランは握手を差し出すと星野は怯えつつもこれに応じる。その瞬間、ランは驚愕する。「私の直感が正しければ私はこの子を殺してしまう」と。
星野は弱く、セコンドからは「今のランは手加減ってものができない体になっているんだ」「プロレス技に切り替えろ」との声が。
逆エビ固めをしかけるも星野は降参しない。ランは寸止めの打撃技を繰り出し相手に自らの弱さを悟らせることにした。こうしてランのTKO勝ちとなる。
しかし、星野に対する解説者や観客のひどい態度にランは怒りをぶちまけてしまう。
ランのスパーリング相手として飛鳥山が来て、ナニワプロレス道場で戦うことになる。
14
めぐみは対リンシェン戦に備えてランの戦いぶりを観察しようと必死だ。
飛鳥山はランの肩を痛めつける。ランは髪を前に下ろし目の動きを相手に読まれないようにすると、飛鳥山も同様にする。ランは目を完全に閉ざしついに飛鳥山をマットに沈める。
飛鳥山はランに弟子入りし、プライムマット男子に参戦することとなる。
いよいよプライムマット開催。めぐみは異様な容貌で、リンシェンは悲しみを湛えた表情を見せる。
飛鳥山と横綱・嵐乃海との戦いの火蓋が切られた。
飛鳥山は毛家居合拳の構えを極端な前傾姿勢でとり横綱の攻撃を誘い見事KOする。
15
ランも飛鳥山同様の戦い方でタイのキックボクサーを秒殺してしまう。
リングから降りてきたランにマオ・フンは近寄り頬を張ると「どこまでもわしを裏切る女じゃな！」と怒りを顕にする。相手の攻撃を誘う戦法が邪道であるからだ。
リンシェン対めぐみの試合が始まる。リンシェンは何故か曹家八極拳の構えをとり無感情な表情で対峙する。
互いに攻撃をしかけるがどちらもダメージはない。めぐみはリンシェンに腕ひしぎ十字固めをしかけるとリンシェンはめぐみをそのまま持ち上げマットに叩きつけること5回に及ぶ。めぐみはこれに耐え、首絞めに入るとリンシェンはめぐみに目潰しを加える。
16
リンシェンは「目は狙っていない。狙うんだったら確実につぶしてるよ」と言い放つ。
リンシェンにはイエローカードが出され、その後めぐみの猛攻が始まる。しかしダメージはない。
追い込まれためぐみは毛家居合拳の構えを取り、リンシェンもそれに応じる。リンシェンはめぐみの顔面に“気”を放ち、マットに沈める。
激しく憤るランに対しマオ・フンも気を放ち吹き飛ばす。ランはマオ・フンの毛家居合拳は“外道だ”と
罵る。
ランは一旦、学園生活に戻るがそこで喧嘩騒ぎに介入してしまい、自校・他校の生徒を気を用いて見境なく倒してしまう。飛鳥山らが助けに来てどうにかその場は収まる。ランはリンシェンとの戦いは気と気のぶつかり合いになると考えているようである。
17
ランのもとにマオ・フンから黒いコスチュームが送られてきた。白を着るリンシェンは正当で、ランは邪道であるという意味が込められていた。ランは黒いコスチュームを着けて戦うことを決意する。
ついに決勝戦が開始される。対峙する両人の間にマオ・フンが割って入り、ランに両親の生死について語ろうと言い出す。
かつてマオ・フンは日本に渡りヤクザと戦う羽目になり死を覚悟した。そこに居合剣を極めた老人が現れ、窮地を救われる。マオ・フンは老人の弟子となり、老人が死ぬと彼の一人娘と横浜に居を移し、ランとリンシェンの母親が生まれた。
やがて道場を建て、マオ・フンの一人娘と毛元(マオ・ユアン)が結ばれ、ラン、リンシェンが生まれる。
継承者の資格を失ったガンリーは道場を去り、ユアンもリンシェンを連れて去っていく。ランは連れて行かなかった。それはユアンがランに稽古をつけていた時、ランがユアンから一本取ったことが理由だった。ユアンはその後、ヤクザとの乱闘で死んでしまった。
リンシェンはラン以上に父母のことを知り、母の死も見たという。
ゴングが鳴るやリンシェンは気を次々に打ち出すが、ランの真剣白刃取りでリンシェンの拳を封じてしまう。しかし、リンシェンの頭突き(反則技)がランの顔面を襲い、ランはマットに倒れてしまう。
ランのセコンド陣がマット上に乱入し、リンシェンに襲いかかるがランは立ち上がりこれを制止する。
18
リンシェンの攻撃にランの口内は出血し、その血しぶきをリンシェンの顔に吹きつける。リンシェンもランに対し同じことをする。
リンシェンは掴んだランの腕に蹴りを浴びせると、ランもリンシェンの足を蹴り倒す。
観戦していたチュンヤンはリンシェンの変わり様に疑念を呈するが、ダッヘンは「もはや曹家と毛家の戦いではないのだよ」「二人の孫娘は毛家居合拳の教えを捨てて、毛家居合拳の強さをはかる実験台なのだ」と答える。
チュンヤンは「一人の老人のエゴが人をコントロールし感情を捨てさせる…そんな実験はあってはならない」と呟くのであった。
喉を突く攻撃も腕折りを狙う攻撃も互いにためらわない。
チュンヤンはリングに詰め寄るとリンシェンに語りかける。「父ダッヘンがあなたを連れてきた時、父は曹家八極拳をこの子に託そうとしていることを私は悟った。憎悪にまかせあなたを倒そうとしたが余裕でかわされてしまう。互いに成長し修練を重ねていったが、最後に勝つのは私だった。それは私に気兼ねしてわざと負けたから。そんな優しさを持つあなたが何故こんな戦い方をするの？」と。
ランに対しても戦いを止めるように叫ぶのであった。
ランとリンシェンの目から涙が流れ出し、感情が戻って来る。
すると激昂したマオ・フンがチュンヤンを打ち倒し、「曹家と毛家やら姉妹の戦いやらという次元ではない。武術の極みを見せているだけなんじゃ！」と叫ぶ。
ついに二人は毛家居合拳の構えを解き、ランは「うちらはおじいちゃんの人形じゃないよの」と言い返す。戦いを続けることに迷うも二人は“二手までの攻撃と発勁なし”で戦うこととし、試合再開となる。
試合時間38分56秒、ランのアッパーがリンシェンに決まり、勝者ランで戦いは終結する。
ランに学生としての日常が戻り、マオ・フンは行方知れずとなる。
リンシェンはランに母にダッヘンは優しく不幸な死に方はしなかったと語る。やがて突如としてマオ・フンが戻って来るが、その場に倒れ丸一日以上寝込んでしまう。
そして、ランとマオ・フンは外に出て決着をつける。対峙する二人。勝負は一瞬で決まり、マオ・フンは血を吐いて倒れてしまう。マオ・フンはランにおぶられながら「何かとすまんかったなあ」とつぶやくのであった。

## 登場人物

### 主要人物
毛 蘭（マオ・ラン）
声 - 山崎和佳奈
曹 春揚（ツァオ・チュンヤン）
声 - 皆川純子
曹 鈴音（ツァオ・リンシェン）
声 - 早水リサ
曹 得興（ツァオ・ダッヘン）
声 - 石塚運昇
八木 めぐみ（やぎ めぐみ）
声 - 水田わさび
毛 混（マオ・フン）
声 - 青野武
大場 政夫（おおば まさお）
声 - 阪口周平
鏑木 拓郎（かぶらぎ たくろう）
声 - うえだゆうじ

### その他の人物
ナツキ
声 - 中西悠
リカ
声 - 世戸さおり
サチ
声 - 椿理沙

## アニメ
2005年10月1日から2006年3月25日までテレビ東京系でテレビアニメ『格闘美神 武龍』（原作と異なり、読みは「かくとう びしん うーろん」である。ただしFIGHTING BEAUTYはタイトルに描かれている上、アニメ版だけながら「ファイティングビューティー」で登録されているデータベースも存在する）が放送された。
2006年4月1日からは『格闘美神 武龍 REBIRTH（リバース）』に改題し、同じ枠で第2期として同年9月30日まで放送された（第1期と合わせると実質約4クール放送となった）。
ナツキ・リカ・サチ「おとめ組」の3人は第2期から登場している。
戦闘時の残虐表現は極力カットされているが、性的表現の規制が厳しいテレビ東京が制作、放送しているにもかかわらず、パンチラや女性の下着姿のシーンがある。三枝夕夏 IN dbのシングル「君の愛に包まれて痛い」のステッカーにも存在している。

### スタッフ
- 原作 - 石川優吾
- チーフディレクター - 鈴木吉男
- シリーズ構成 - 菅良幸
- キャラクターデザイン - 岩佐裕子
- 色彩設計 - 海鋒重信
- 美術監督 - 東潤一（第1期第1話のみ）、加藤靖忠
- 撮影監督 - 葛山剛士
- 編集 - 岡田輝満
- 音響監督 - 小林克良
- 音楽 - 池田大介
- プロデューサー - 松山進、横山敏
- 製作 - テレビ東京、トムス・エンタテインメント

### 主題歌

#### オープニングテーマ
第1期
「君の愛に包まれて痛い」（第1話 - 13話）
作詞 - 三枝夕夏 / 作曲 - 水野幹子 / 編曲 - 古井弘人 / 歌 - 三枝夕夏 IN db
「愛のワナ」（第14話 - 25話）
作詞 - 三枝夕夏・水野幹子 / 作曲 - 水野幹子 / 編曲 - 古井弘人 / 歌 - 三枝夕夏 IN db

第2期『REBIRTH』
「Everybody Jump」（第1話 - 25話）
作詞 - 三枝夕夏 / 作曲 - 岩井勇一郎 / 編曲 - 古井弘人 / 歌 - 三枝夕夏 IN db

#### エンディングテーマ
第1期
「ORANGE★NIGHT」（第1話 - 13話）
作詞 - 愛内里菜 / 作曲 - 水野幹子 / 編曲 - 三好誠 / 歌 - 愛内里菜
「TANGO」（第14話 - 25話）
作詞 - 北原愛子 / 作曲 - 徳永暁人 / 編曲 - MissTy / 歌 - 北原愛子

第2期『REBIRTH』
「Fall in Love」（第1話 - 11話）
作詞・作曲 - 三枝夕夏 / 編曲 - 古井弘人 / 歌 - 三枝夕夏 IN db
「太陽」（第12話 - 25話）
作詞・作曲 - 三枝夕夏 / 編曲 - 小林哲 / 歌 - 三枝夕夏 IN db

### 各話リスト
| 話数                  | サブタイトル                       | 脚本          | 絵コンテ          | 演出                | 作画監督                               |
| 格闘美神 武龍         | 格闘美神 武龍                      | 格闘美神 武龍 | 格闘美神 武龍     | 格闘美神 武龍       | 格闘美神 武龍                          |
| --------------------- | ---------------------------------- | ------------- | ----------------- | ------------------- | -------------------------------------- |
| 1                     | 無敵の看板、背負ってます!          | 菅良幸        | まつぞのひろし    | 野上和男            | 木下ゆうき 相馬満 東出太（アクション） |
| 2                     | あなたに夢中                       | 菅良幸        | まつぞのひろし    | 楠本巨樹            | HA YON JOUNG 相馬満                    |
| 3                     | 危険なふたり                       | 上坂浩彦      | 奥田誠治          | 山崎茂              | かわむらあきお 相馬満                  |
| 4                     | じんじんさせて                     | 菅良幸        | きみやしげる      | きみやしげる        | HA YON JOUNG 相馬満                    |
| 5                     | 世界は二人のために                 | 菅良幸        | 滝川和男          | 山内東生雄 池添隆博 | 加納みずほ 永作友克 相馬満             |
| 6                     | どうにも止まらない                 | 上坂浩彦      | 内之和            | 村山靖              | 谷口守泰 徳田夢之介                    |
| 7                     | ねじれたハートで                   | 菅良幸        | 祝浩司            | 祝浩司              | 宇都木勇                               |
| 8                     | NO MORE TEARS                      | 上坂浩彦      | 谷田部勝義        | 谷田部勝義          | 後藤孝宏                               |
| 9                     | フレンズ                           | 菅良幸        | 早川啓二          | 早川啓二            | 坂巻貞彦                               |
| 10                    | 未完成のメロディ                   | 上坂浩彦      | 奥田誠治          | 金澤洪充            | 山沢実                                 |
| 11                    | 優しい悪魔                         | 菅良幸        | 池添隆博          | 池添隆博            | 永作友克                               |
| 12                    | RIDE ON TIME                       | 菅良幸        | 楠本巨樹          | 楠本巨樹            | 後藤孝宏                               |
| 13                    | LADY NAVIGATION                    | 上坂浩彦      | 駒井一也          | 岡崎幸男            | 細川ちよ 谷口守泰 徳田夢之介           |
| 14                    | 会いたい                           | 菅良幸        | きみやしげる      | きみやしげる        | Choi hun-chul Yang Byung-gil           |
| 15                    | 危険な女神                         | 上坂浩彦      | 早川啓二          | 早川啓二            | 坂巻貞彦                               |
| 16                    | 高気圧ガール                       | 菅良幸        | 山﨑茂            | 山﨑茂              | 宇都木勇                               |
| 17                    | 戦場のマドンナ                     | 菅良幸        | 奥田誠治          | 井草かほる          | かわむらあきお                         |
| 18                    | 冷たい雨                           | 上坂浩彦      | 谷田部勝義        | 谷田部勝義          | 後藤孝宏                               |
| 19                    | 濡れて大阪                         | 菅良幸        | 池添隆博          | 池添隆博            | 永作友克                               |
| 20                    | 天国への階段                       | 上坂浩彦      | きみやしげる      | 岡崎幸男            | 加納みずほ                             |
| 21                    | 切なさを消せやしない               | 菅良幸        | きみやしげる      | 四辻孝夫            | 後藤孝宏                               |
| 22                    | GET WILD                           | 上坂浩彦      | 村山靖            | 村山靖              | 服部憲知 徳田夢之介                    |
| 23                    | メビウスの瞳                       | 管良幸        | 早川啓二          | 早川啓二            | 坂巻良彦                               |
| 24                    | 夜叉のように                       | 管良幸        | 楠本巨樹          | 谷田部勝義          | 後藤孝宏 Choi hun-chul                 |
| 25                    | 旅立ちの歌                         | 上坂浩彦      | 奥田誠治          | 山崎茂              | かわむらあきお 細川ちよ                |
| 格闘美神 武龍 REBIRTH |                                    |               |                   |                     |                                        |
| 1                     | フツウの看板背負ってます           | 菅良幸        | 滝川和男          | 辻泰永              | 橘一之助                               |
| 2                     | 女のきず                           | 上坂浩彦      | きみやしげる      | きみやしげる        | 横矢淳一                               |
| 3                     | 唇を噛みしめて                     | 滝晃一        | 藤森かずま        | 綾瀬太郎            | 服部憲知                               |
| 4                     | すべての悲しみにサヨナラするために | 滝晃一        | 谷田部勝義        | 小坂春女            | 後藤孝宏 楠本巨樹                      |
| 5                     | そして僕は途方にくれる             | 菅良幸        | 早川啓二          | 早川啓二            | 坂巻貞彦                               |
| 6                     | 出会えてよかった                   | 菅良幸        | 奥田誠治          | 四辻たかお          | かわむらあきお                         |
| 7                     | 異邦人                             | 上坂浩彦      | 滝川和男 鈴木吉男 | 浅見松雄            | 橘一之助 後藤孝宏                      |
| 8                     | MY REVOLUTION                      | 滝晃一        | 福田道生          | 北谷大輔            | 岩佐裕子 小岩雄之                      |
| 9                     | 無敵のビーナス                     | 菅良幸        | きみやしげる      | 横矢淳一            | Kim sang yeob                          |
| 10                    | 容赦なくデンジャラス！             | 菅良幸        | 東海林真一        | 岡崎幸男            | 服部憲知 Cho young-hee                 |
| 11                    | 輪廻の瞳                           | 菅良幸        | 井草かほる        | 井草かほる          | 吉田肇                                 |
| 12                    | 私のすごい方法                     | 滝晃一        | 剛田隼人          | 剛田隼人            | Lee dong-gyu                           |
| 13                    | 堕ちないでマドンナ                 | 上坂浩彦      | 奥田誠治          | 四辻たかお          | かわむらあきお                         |
| 14                    | 最強のパートナー                   | 菅良幸        | 矢野篤            | 矢野篤              | 橘一之助                               |
| 15                    | 男と女                             | 菅良幸        | 上条修            | 横矢淳一            | Kim sang yeob                          |
| 16                    | ついていくよ                       | 滝晃一        | 滝川和男          | 浅見松雄            | 服部憲知 Yoo seong-hee                 |
| 17                    | 男なんてさ！                       | 菅良幸        | 井草かほる        | 井草かほる          | 岩佐裕子 Lee jong-hyun                 |
| 18                    | 揺れる想い                         | 上坂浩彦      | 四辻たかお        | 四辻たかお          | かわむらあきお                         |
| 19                    | 妹よ                               | 上坂浩彦      | 栗山美秀          | 栗山美秀            | Lee dong-gyu                           |
| 20                    | 裸足の女神                         | 菅良幸        | 上条治            | 上条治              | Kim sang yeob                          |
| 21                    | にくまれそうなNEWフェイス          | 滝晃一        | 藤森かずま        | 浅見松雄            | 後藤孝宏 かわむらあきお                |
| 22                    | 君がくれたもの                     | 上坂浩彦      | 鈴木吉男          | 浅見松雄            | 服部憲知 Cho young-hee                 |
| 23                    | ブルーライトヨコハマ               | 菅良幸        | 滝川和男          | よつじたかお        | かわむらあきお                         |
| 24                    | 悲しい色やね                       | 菅良幸        | 楠本巨樹          | 楠本巨樹            | Lee dong-kyu 楠本巨樹                  |
| 25                    | 毛家の看板背負ってます！           | 菅良幸        | 井草かほる        | 浅見松雄            | 岩佐裕子 柳瀬譲二 森田忠 吉田肇 石井繁 |

### 放送局
第1期と第2期『REBIRTH』共に放送枠は同じであった（放送期間は両シリーズを合わせたものを掲載した）。
| 放送対象地域   | 放送局         | 放送期間                       | 放送日時                           | 放送区分       |
| -------------- | -------------- | ------------------------------ | ---------------------------------- | -------------- |
| 関東広域圏     | テレビ東京     | 2005年10月1日 - 2006年9月30日  | 土曜 24:55 - 25:25                 | テレビ東京系   |
| 大阪府         | テレビ大阪     | 2005年10月1日 - 2006年9月30日  | 土曜 25:30 - 26:00                 | テレビ東京系   |
| 日本全域       | BSジャパン     | 2005年10月2日 - 2006年10月1日  | 日曜 24:30 - 25:00                 | BSデジタル放送 |
| 福岡県         | TVQ九州放送    | 2005年10月9日 - 2006年10月2日  | 月曜 26:23 - 26:53                 | テレビ東京系   |
| 岡山県・香川県 | テレビせとうち | 2005年10月10日 - 2006年10月3日 | 火曜 25:43 - 26:13                 | テレビ東京系   |
| 愛知県         | テレビ愛知     | 2005年10月11日 - 2006年10月4日 | 水曜 25:58 - 26:28                 | テレビ東京系   |
| 北海道         | テレビ北海道   | 2005年10月11日 - 2006年10月4日 | 水曜 26:30 - 27:00                 | テレビ東京系   |
| 日本全域       | AT-X           | 2005年12月1日 - 2006年11月9日  | 木曜11:00 - 11:30 （リピートあり） | CS放送         |

#### 日本国外
| 国   | 放送局      | 放送期間        | 放送日時                         |
| ---- | ----------- | --------------- | -------------------------------- |
| 台湾 | Channel [V] | 2010年5月25日 - | 木曜 19時30分 - 20時00分 （CST） |

## ゲーム
『格闘美神 武龍』（2006年6月22日、バンダイナムコゲームス）